# 和晓宏
和晓宏（1982年2月—2019年10月22日），傈僳族，中华人民共和国政治人物、全国脱贫攻坚先进个人。

## 生平
和晓宏生前为中国电信怒江分公司扶贫办副主任。
2019年10月22日，和晓宏在工作途中因交通事故坠入怒江，当地政府部门随后组织开展搜救工作。10月29日，和晓宏确认遇难。2020年3月，他被追授为“怒江州优秀共产党员”。
因在脱贫攻坚战中作出突出贡献，2021年2月25日全国脱贫攻坚总结表彰大会上，和晓宏被授予“全国脱贫攻坚先进个人”。